# Creu de terme (Tossa de Mar)
La Creu de terme és una obra del municipi de Tossa de Mar (Selva) que forma part de l'Inventari del Patrimoni Arquitectònic de Catalunya. És una creu de terme de pedra calcària de Girona emplaçada davant de l'entrada principal al recinte de la Vila Vella. Està situada dins un jardinet quadrat envoltat d'una barana de ferro i fa una alçada d'uns 3,5 metres.

## Descripció
El seu estil és gòtic popular i consta de base, fust i capçalera o creu. La base està formada per tres esglaons concèntrics de blocs de pedra. Allà comença el fust poligonal fins a arribar a un capitell senzill on hi ha a un costat la imatge de Sant Pere, patró dels pescadors, i a l'altre Sant Benet, fundador dels benedictins (Cal recordar aquí que Tossa era controlat pel Monestir de Ripoll i que al terme existeix una ermita dedicada a Sant Benet, a la carretera de Llagostera). Pel que fa a la creu pròpiament dita, té les extremitats acabades amb flors de lis. L'anvers té la imatge de la mare de Déu amb un nen petit en braços i el revers la imatge de Jesús crucificat, amb els braços estesos i les cames creuades.

## Història
La Creu ha estat datada als segles XIV-XV. Aquesta antiga creu de terme situada al cementiri de Tossa que fou emplaçada al seu lloc actual l'any 1956. En aquesta zona hi havia hagut cases adossades a la muralla.